# Frikadel

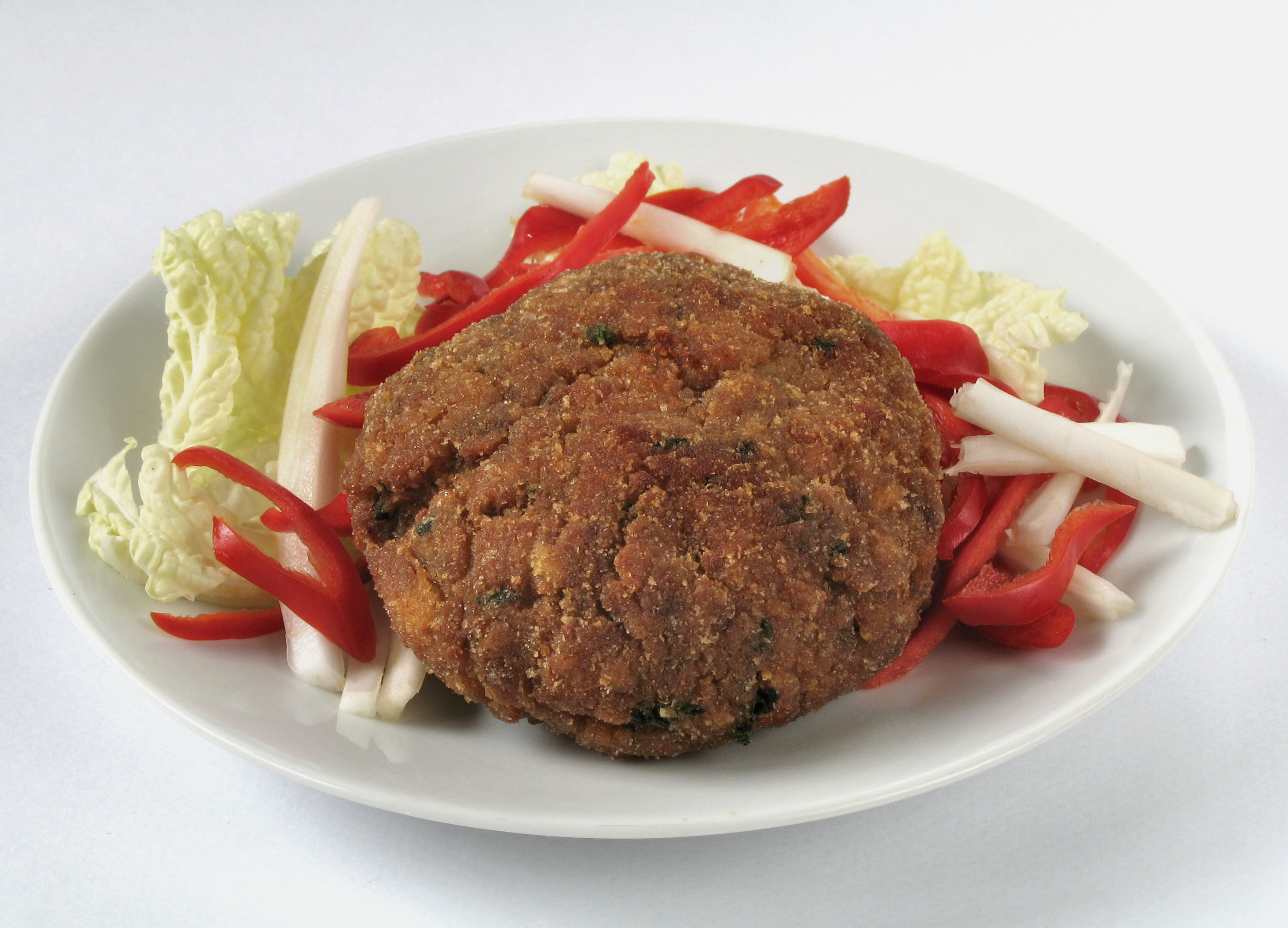
Een frikadel

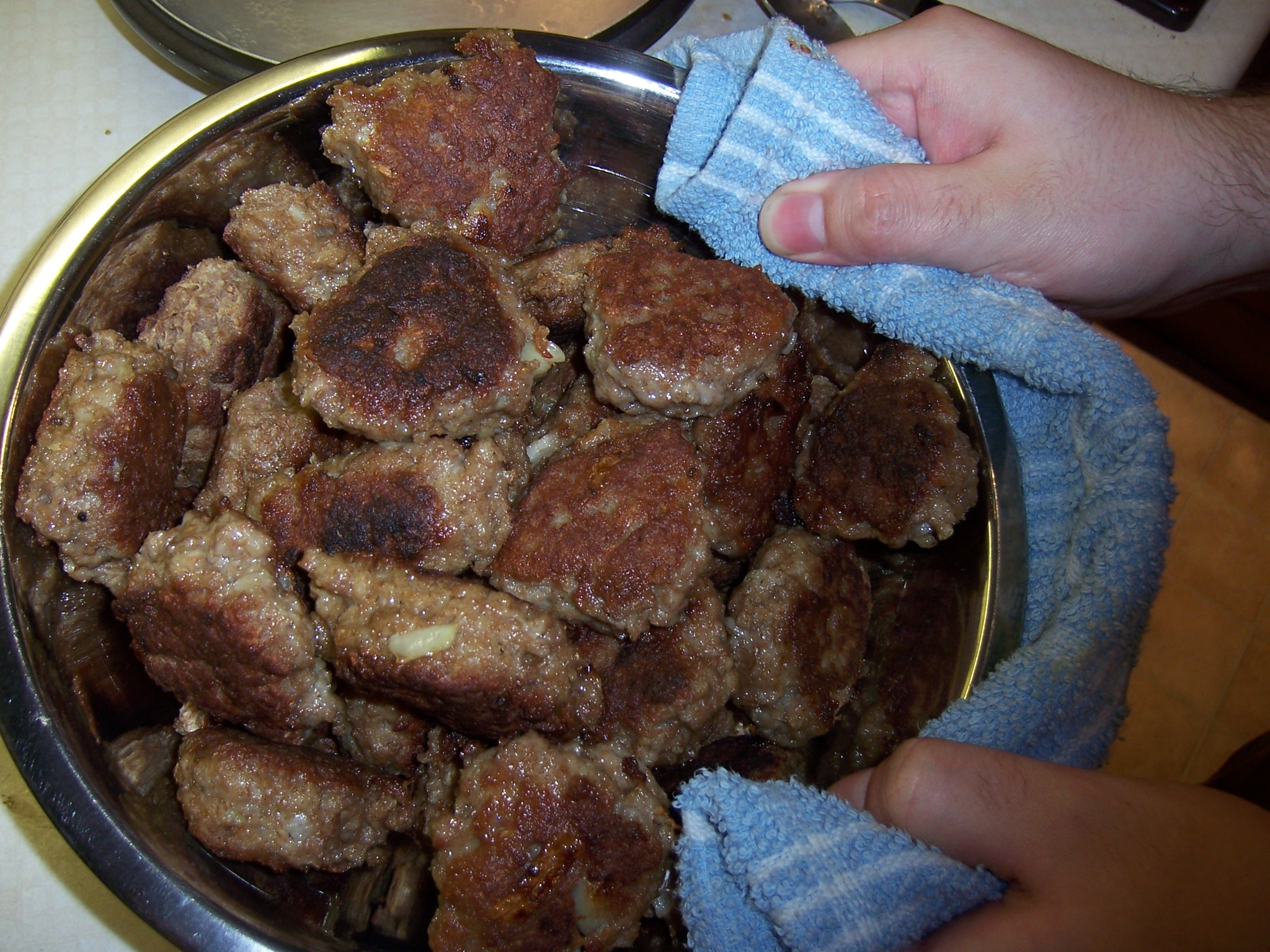
Een schaal met frikadellen

Een frikadel, vaak verward met een frikandel, is een ronde compacte gehaktbal met bepaalde kruiden. Volgens het "Etymologisch woordenboek van het Nederlands" draagt de bal deze naam al sinds het einde van de 16de eeuw. Zo komt in een vroeg-17e-eeuwse vertaling in het Nederlands van de komedie l'Hipocrito van Pietro Aretino de zinsnede 'de hutspot en de frickedelle' voor. De frikadel wordt vooral in België, Duitsland, Zweden en Denemarken gegeten.
In de meeste streken van België bedoelt men met frikadel inderdaad een gehaktbal, hoewel de meesten boulet zeggen. Ze worden meestal samen met krieken gegeten. In Nederland is de frikadel niet erg bekend. De frikadel, dus zonder n, is ouder en van oudsher een soort gehaktbal, maar kan ook plat worden gedrukt tot een soort hamburger, of in een ovenschaal geplet als frikadel-pan (Indisch) worden bereid. Frikadel-pan is vaak gehakt, gemengd met aardappelen en gekruid met, onder meer, ketjap. In de Indonesische keuken wordt de frikadel perkedel genoemd.

## Bereiding in de Duitse keuken
Voor de bereiding wordt als eerste gehakt (meestal rund of varken of halfom) met ei en gehakte gebakken ui vermengd. Oud brood of toast wordt geweekt in water of melk vervolgens uitgeknepen en met het gehakt vermengd. Het brood kan eventueel ook vervangen worden door paneermeel. Daarna kunnen naar smaak verschillende kruiden zoals zout, peper en peterselie, marjolein en eventueel nootmuskaat worden gebruikt. Afhankelijk van het recept kan er ook nog knoflook, mosterd of kummel worden toegevoegd. Vervolgens wordt het mengsel tot handgrote ballen gedraaid die in hete boter gebakken worden, maar frituren kan ook. In Oostenrijk en Denemarken worden de ballen vaak voor het bakken nog door het paneermeel gewenteld.
In Duitsland kan de frikadel worden geserveerd op bord met bijgerechten maar wordt ook wel in de Duitse snackbars (imbiß) verkocht vergezeld door mosterd en een broodje. Als hamburger (met een iets afwijkend recept) zijn de Duitse frikadellen ook in de Amerikaanse (inmiddels internationale) fastfoodcultuur bekend geworden.

## Geschiedenis
Het woord Frikadelle is sinds eind 17e eeuw in het Duitse spraakgebruik te vinden. Daarnaast bestonden aan het begin van de 18e eeuw ook nog de termen Frickedelle en Fricandelle als voorloper van het, in de huidige Duitse gastronomische terminologie, gebruikelijke Frikadelle, zijnde een gestoomde vleesplak. De etymologische oorsprong van het woord Frikadelle is vermoedelijk te vinden in het Franse fricandeau, dat gelardeerd kalfs- of varkensvlees betekent.
Frikadellen zijn onder verschillende namen en receptvarianten bekend.
De term Bulette/Boulette is vooral in het noordoosten van Duitsland in zwang en stamt van het Franse boulette, dat 'kogeltje' betekent. Er wordt beweerd dat de hugenoten in Berlijn het woord als eersten gebruikten maar dat bleek niet te kloppen. De werkelijke naamgevers waren de troepen van de Franse keizer Napoleon Bonaparte die tussen 1806 en 1813 Berlijn belegerden.
Ook de term Brisolette (van het Franse briser wat 'breken' of 'verkleinen' betekent) ontstond in deze tijd. De Brisolette verschilt van de Bulette omdat de Brisolette iets kleiner is, door de paneermeel gewenteld en van binnen nog lichtroze van kleur is. De Brisolette stond voornamelijk op de menukaart van de haute cuisine in de 19e en 20e eeuw. De term wordt ook voor visballetjes gebruikt.
Het sinds de 18e eeuw, oorspronkelijk uit het Oost-Pruisen stammende woord Klops stamt vermoedelijk af van het Nieuw-Zweedse kalops, dat 'gebraden vleesplak' betekent. Het is ook mogelijk dat het van het Nederduitse kloppen afstamt.
De voornamelijk in Oud-Beieren bekende term Fleischpflanzerl ontstond uit de term Fleischpfannzelte, dat 'platte vleeskoek uit de pan' betekent. Het werd voornamelijk van vleesresten gemaakt. In Baden-Württemberg, Beiers Zwaben en Franken wordt het Fleischküchle of Fleischküchla genoemd. Al wordt die laatste steeds meer door het Beierse dialect verdrongen.
In Zuid- en West-Thüringen komt men de term Hackhuller, Gehackteshuller, of gewoon Huller tegen. Hullern betekent 'wat zich draait'. Dat komt doordat de Hackhuller wordt gevormd door het gehakt in de handen te draaien.
In het deel van Zwitserland waar Zwitserduits gesproken wordt, kent men de term Fleischtätschli of Hacktätschli.
Wat grotere en langere frikadellen van rundvlees worden Duitse beefsteak of Hacksteak genoemd. Voor Duitse beefsteak moet de rauwe, gekruide massa voor minimaal 80% uit vlees bestaan.
In Nederland wordt de Duitse frikadelle nog weleens verward met de Nederlandse frikandel, die dun en langwerpig van vorm is. In de Duitse imbiß is de Nederlandse frikandel te koop onder de naam Holländische Frikadelle.